# Velika loža Dominikanske republike
Velika loža Dominikanske republike (špansko Gran Logia de la República Dominicana) je prostozidarska velika loža v Dominikanski republiki, ki je bila ustanovljena leta 1858.
Združuje 20 lož, ki imajo skupaj 1.200 članov.